# (177157) 2003 SF33
A (177157) 2003 SF33 a Naprendszer kisbolygóövében található aszteroida. Sárneczky Krisztián és Sipőcz Brigitta fedezte fel 2003. szeptember 18-án.